# Bruno H. Schubert-Stiftung
Die Bruno H. Schubert-Stiftung wurde im November 1984 von Generalkonsul Bruno H. Schubert († 17. Oktober 2010) und seiner Ehefrau Inge († Februar 2009) in Frankfurt am Main gegründet. Die Stiftung ist mit einem Kapital von 1 Million DM ausgestattet worden.

## Ziele
Zweck der als gemeinnützig anerkannten Stiftung ist es, der Förderung der Wissenschaften und deren praktischer Umsetzung in Erkenntnis und Abwehr von Bedrohungen für Natur, Tier und Umwelt zu dienen. Dies erfolgt insbesondere durch die Vergabe von Forschungsaufträgen, Gewährung von Stipendien, Förderung wissenschaftlicher Publikationen oder durch Bewilligung von Mitteln zur Durchführung von Forschungsvorhaben sowie der Verleihung des Bruno H. Schubert-Preises, wodurch wissenschaftliche Leistungen und deren praktische Umsetzung auf dem Gebiet des Natur- und Umweltschutzes ausgezeichnet werden. Der mit 100.000 € dotierte Preis wird im Zweijahresrhythmus in drei Preiskategorien verliehen.

## Organisation
Stiftungsorgane sind neben dem Vorstand das Kuratorium und der Beirat. Für die Preisvergabe ist das Kuratorium zuständig. Vorsitzender des Kuratoriums ist Manfred Niekisch, der bis 2017 Direktor des Frankfurter Zoos war.

## Bruno H. Schubert-Preis

### Kategorie 1
Preisträger der Kategorie 1 sollen Persönlichkeiten der Wissenschaft, der Publizistik oder des praktischen Naturschutzes sein, die sich um die Erhaltung der Natur und Umwelt, insbesondere der Tierwelt, in hervorragender Weise verdient gemacht haben.
Erster Preisträger der Kategorie 1 war 1983 der französische Meeresforscher Jacques-Yves Cousteau für seine Verdienste um die Erhaltung der Natur, insbesondere der Fauna und Flora des Meeres. Preisträger der Kategorie 1 im Jahr 1988 war der Präsident der Zoologischen Gesellschaft Frankfurt und Direktor des Zoos Richard Faust. Er erhielt den Preis für seinen Einsatz für den weltweiten Natur- und Artenschutz. Im Jahr 1997 ging der Preis der Kategorie 1 an Hubert Weinzierl, Erster Vorsitzender des BUND, Bund für Umwelt- und Naturschutz Deutschland e.V., für sein Engagement im Naturschutz, insbesondere für die Wiedereinbürgerung von in Deutschland bereits ganz oder fast ausgestorbenen Tierarten.

### Kategorie 2
Preisträger der Kategorie 2 sollen Personen sein, die herausragende Einzelleistungen auf dem Gebiet der Erhaltung der Natur und Umwelt erbracht haben.

### Kategorie 3
Preisträger der Kategorie 3 sollen junge Menschen (Höchstalter 25 Jahre) oder Gruppen mit jungen Menschen sein, die sich durch ihre praktische Arbeit, auch auf wissenschaftlicher Grundlage und/oder Zielsetzung um die Erhaltung der Natur und Umwelt verdient gemacht haben.